# Chaussure de sport
Pour les articles homonymes, voir Basket.

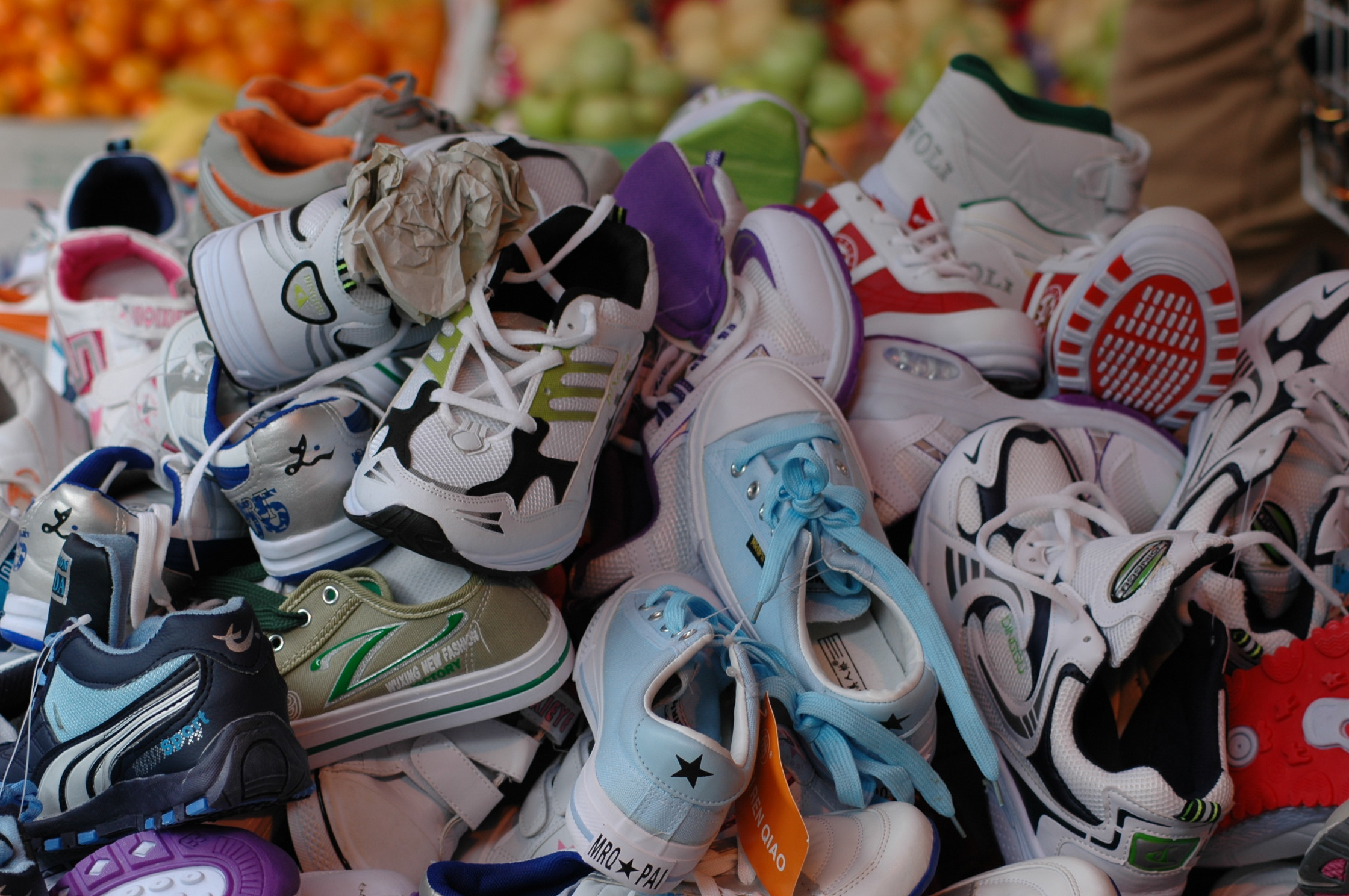
Un assortiment de chaussures de sport à vendre sur un marché à Hong Kong.

Le terme chaussure de sport désigne des chaussures conçues pour la pratique sportive, plus ou moins adaptées à un sport en particulier (comme l'escalade, le football, la course à pied ou le cyclisme).
Dans le monde francophone, les anglicismes baskets (chaussures montantes), tennis (chaussures basses) ou encore sneakers sont couramment utilisés pour désigner les chaussures de sport utilisées pour un usage quotidien non sportif, alors qu'au Canada c'est le terme espadrille qui prévaut dans cet usage, mais il existe aussi le terme « godasse » et l'anglicisme running shoe.
Depuis les années 1980, ces chaussures sont de plus en plus intégrées au mode de vie de tous les jours, tant et si bien que de nombreuses chaussures de ce type ne sont jamais utilisées en tant qu'accessoire de sport, mais comme un élément d'habillement dont le rôle est de protéger les pieds lors de la marche. Celles-ci sont réputées pour être confortables.

## Utilisation
Les fabricants proposent des séries de chaussures adaptés aux contraintes de divers sports : chaussures à crampons pour le football ou le rugby à XV, chaussures de salle pour le basket-ball, le handball et le volley-ball. Des chaussures de course offrant un meilleur amorti pour la course à pied ou munies de pointes pour l'athlétisme.

## Mise au point
Les études biomécaniques de différentes activités sportives contribuent à la mise au point des chaussures de sport minimalistes ou maximalistes dont l'aspect, la souplesse et la rigidité en flexion de la semelle, le drop, la qualité de l'amorti et de la restitution d'énergie, le poids sont variables en fonction des disciplines,,. Cette mise au point intègre aussi la rhétorique marketing des équipementiers qui insistent sur trois aspects particuliers : le progrès technologique en tant qu'aide à la performance, l'équipement moteur du développement personnel sur le plan physique et psychologique, l'esthétique de la chaussure de sport.

## Historique
- 1868 : la Candde Manufacturing Co de New Haven (États-Unis) fabrique des chaussures de sport en toile avec des semelles en caoutchouc[6].
- 1895 : création de J.W. Foster and Sons (en) à Bolton (Royaume-Uni), fabricant des chaussures d'athlétisme à pointe.
- 1905 : création de Gola, marque britannique
- 1906 : création de New Balance par Arthur Hall (États-Unis), entreprise spécialisée dans la chaussure de course à pied.
- 1911 : commercialisation de la 2750 de Superga, la première chaussure pour joueurs de tennis[7].
- 1916 : création de l'entreprise Calzificio Torinese à Turin (Italie), spécialisée dans les articles de sport destinés aux footballeurs.
- 1917 : création de la chaussure de basket Converse All Star par Converse, améliorée puis rebaptisée par la suite en Chuck Taylor, du nom de l'ancien basketteur et agent commercial de l'entreprise.
- 1920 : sous l'impulsion du fils d'Émile Camuset, l'entreprise française de bonneterie fondée en 1882 à Romilly-sur-Seine dans l'Aube se lance dans la confection de produits de sport, devenant par la suite l'une des premières marques de sport mondiale, Le Coq sportif.
- 1923 : création de Hummel (Danemark).
- 1924 : les frères Adolf et Rudolf Dassler fondent l'entreprise Schuhfabrik Gebrueder Dassler (fabrique de chaussures des frères Dassler) à Herzogenaurach (Allemagne).
- 1924 : création de Umbro à Wilmslow (Angleterre).
- 1929 : création de Patrick-Chaussures Techniques par Patrice Beneteau en Vendée (France).
- 1936 : création de Spring Court[8] par Georges Grimmeisen (France).
- 1948 : création de Puma par Rudolf Dassler (Allemagne).
- 1948 : création de Diadora par Marcello Danieli (Italie).
- 1949 : création d'Adidas par Adolf Dassler (Allemagne).
- 1949 : création d'Asics par Kihachirō Onitsuka (鬼塚 喜八郎) (Japon), spécialisé dans les chaussures de course à pied.
- 1958 : la société J.W. Foster and Sons devient Reebok (États-Unis).
- 1965 : création de Joma (Espagne).
- 1966 : création de Vans par Paul Van Doren[9] et James Van Doren (États-Unis).
- 1969 : lors d'une séance photo pour le catalogue de maillots de bain Beatrix, Maurizio Vitale Cesa (en) voit une photo d'un homme et d'une femme assis en dos à dos. L'entreprise Calzificio Torinese vient alors de trouver son logo et devient Kappa (Italie).
- 1972 : création de Nike par Philip Knight et Bill Bowerman (États-Unis).
- 1973 : création de Lotto (Italie), spécialisée dans la création de chaussures de tennis et lancement des chaussures d'athlétisme Mizuno (Japon).
- 1974 : Le Coq sportif, leader dans le textile destiné aux sportifs de haut niveau, doit faire face à des problèmes financiers dus à la concurrence asiatique et au récent premier choc pétrolier. Adidas, leader européen sur la chaussure de sport et sur les produits en cuir, rachète l'entreprise. La société italienne Fila, fondée en 1911 et reconvertie dans l'univers sportif depuis les années 1950, lance quant à elle une ligne de polos destinés aux joueurs de tennis du moment.
- Années 1980 et 1990 :
  - les modèles Samba (en), Gazelle (en), Stan Smith, Nastase, Superstar d'Adidas et Suede de Puma, commercialisés en différentes versions sont à la mode ; ces chaussures sont portées au stade comme à la ville et deviennent vite incontournables.
  - Nike créé la première chaussure à coussin d'air. Le concept est ensuite décliné avec les coussins d'air visibles sur la série des Nike Air Max.
  - Reebok sort la Pump (en) en 1989, alors que les modèles de New Balance et Asics s'imposent dans le marché des chaussures de course à pied entre autres avec la première Asics gel kayano.
  - Cependant Adidas, du fait de son ancienneté et de sa popularité, reste leader avec ses fameux modèles Copa Mundial (en) en crampons moulés et World Cup en crampons vissés dans le football (sport numéro un, pratiqué dans une très grande majorité de pays).
- 2003 : Nike rachète son compatriote Converse.
- 2005 : Adidas devient propriétaire de Reebok et de son imposante filiale américaine. Son patron d'alors, Robert Louis-Dreyfus relance également Le Coq Sportif par l’intermédiaire d'une société d’investissement suisse, Airesis.
- 2015 : la Stan Smith d'Adidas devient le modèle le plus vendu cette année-là, devançant la All Star de Converse et l’Air Force One de Nike.
- 2018 : les baskets sont devenues incontournables, à tel point qu'une expo-vente est organisée au carrousel du musée du Louvre sur une surface de 3 700 m2[10].

## Principaux fabricants
Les principaux fabricants mondiaux actuels de chaussures de sport sont (par ordre alphabétique) : Adidas, Asics, Converse, New Balance, Nike, Puma et Reebok.
Cependant, beaucoup de marques de prêt-à-porter se sont lancées dans le marché en transformant la chaussure de sport en un objet de mode sans la contrainte d'un usage sportif.

## Sneaker

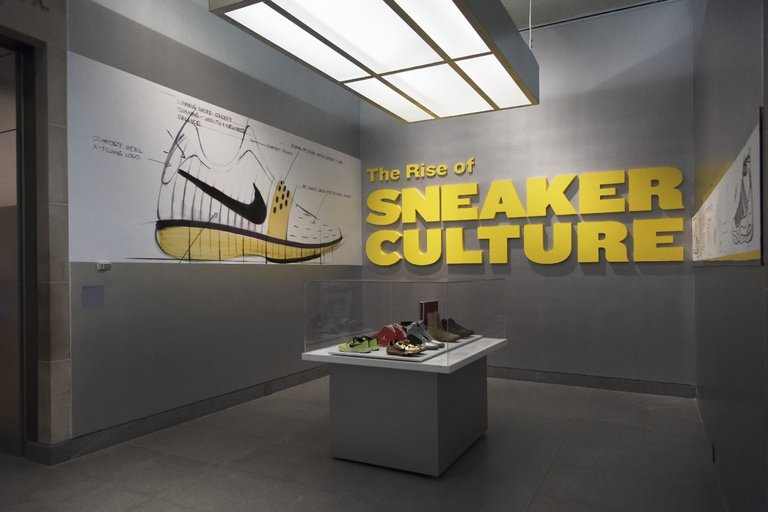
Exposition The Rise of Sneaker Culture au Brooklyn Museum, New York.

La sneaker désigne une chaussure de sport détournée à un usage citadin, telle la Converse créée en 1917 ou l'Adidas Stan Smith sortie en 1964. En ce sens, elle est utilisée pour son esthétique et non plus pour sa praticité.

## Galerie d'images

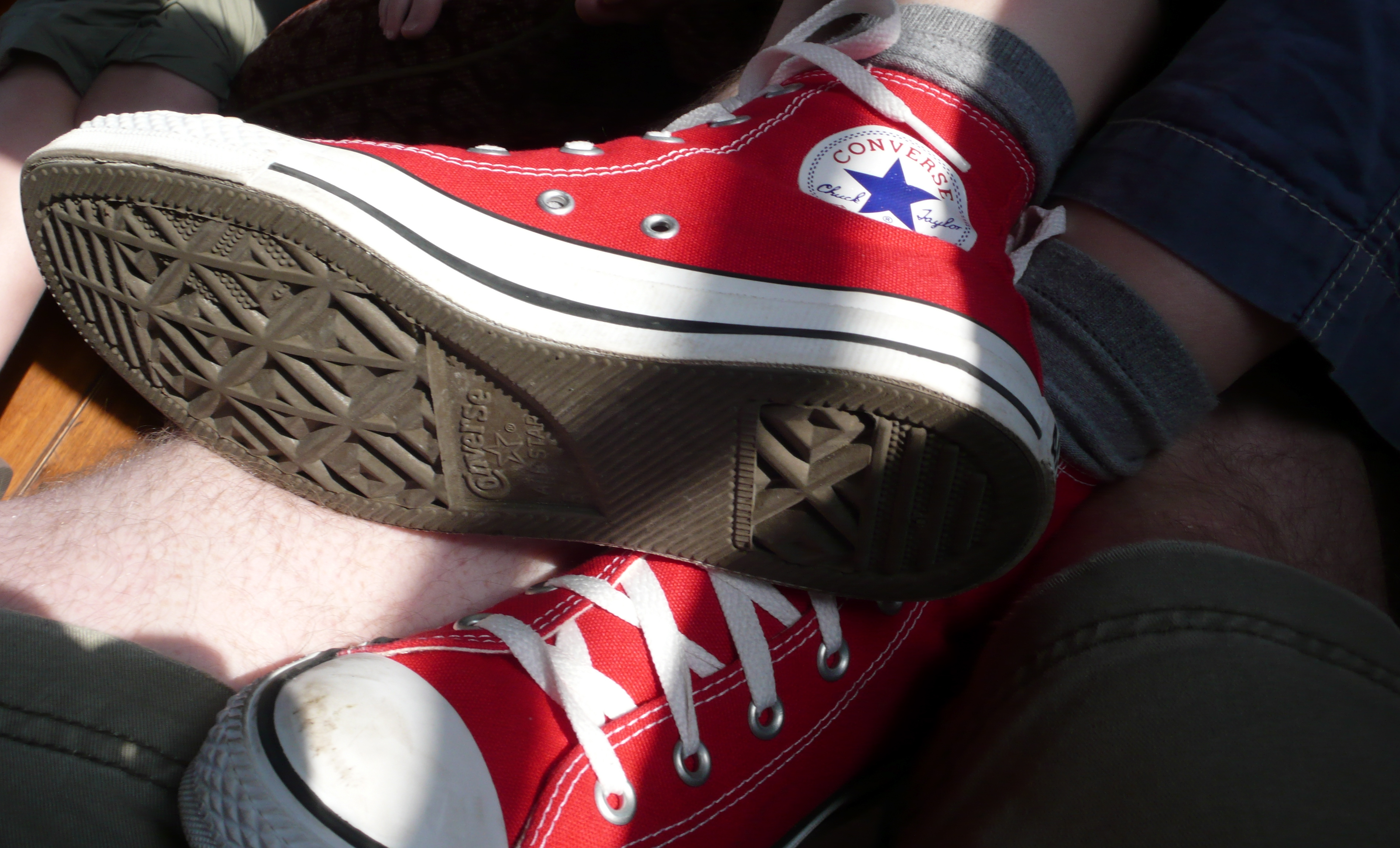
Des chaussures All stars de Converse, destinées en 1917 au basket-ball.
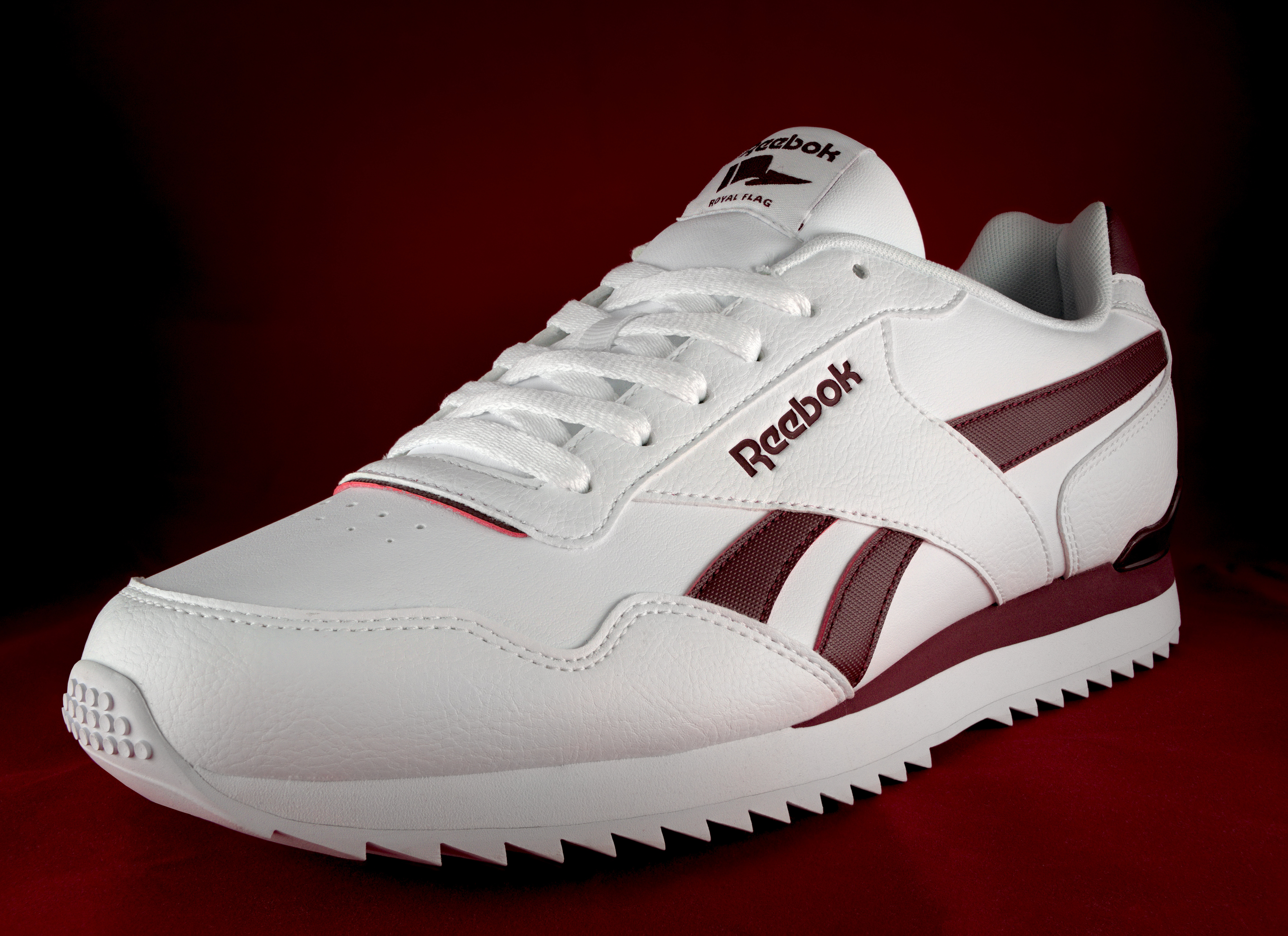
Une chaussure Reebok.
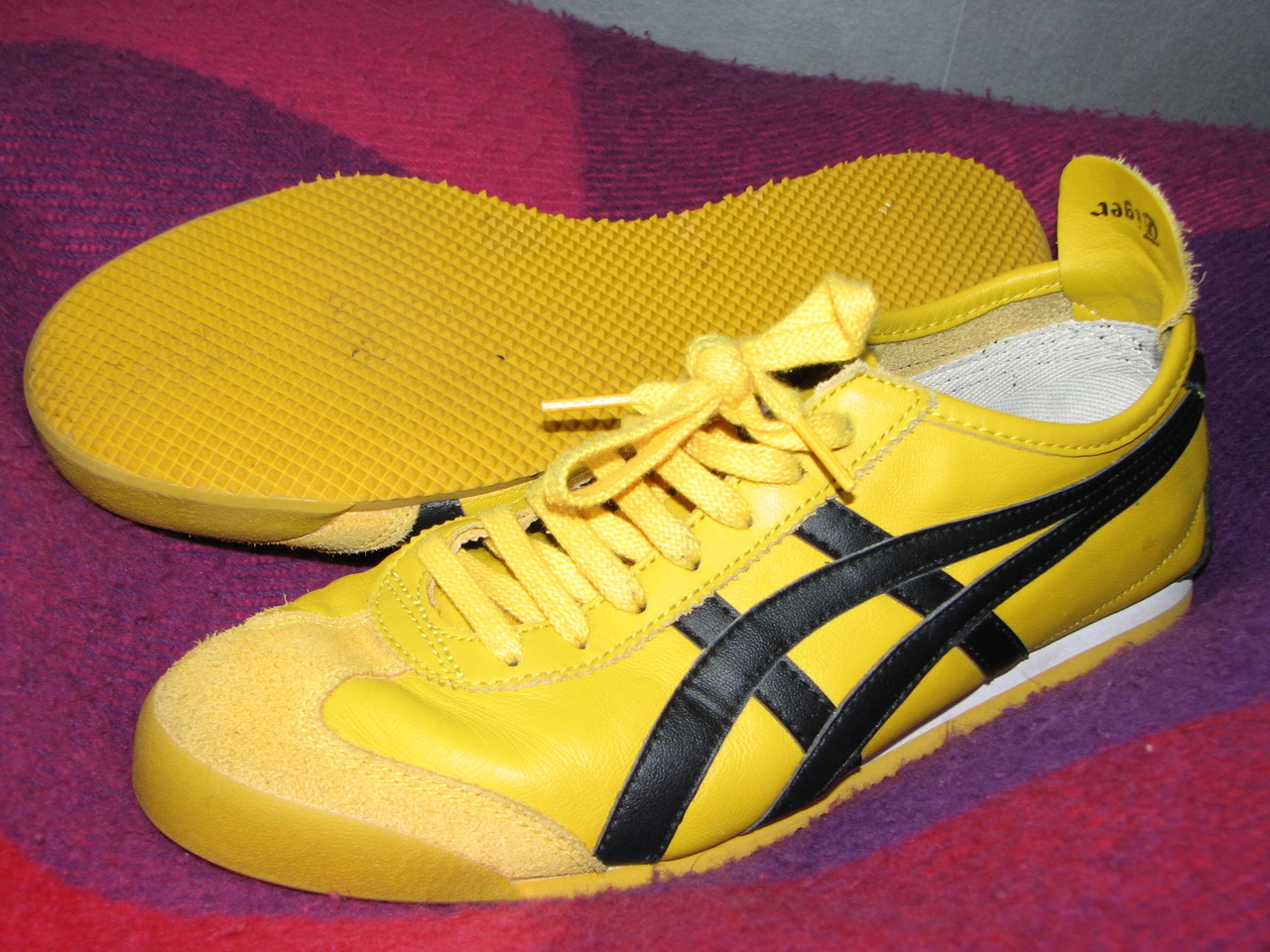
Des Mexico 66 (en) d'Asics, inspirées des Tiger (1966) de Onitsuka.

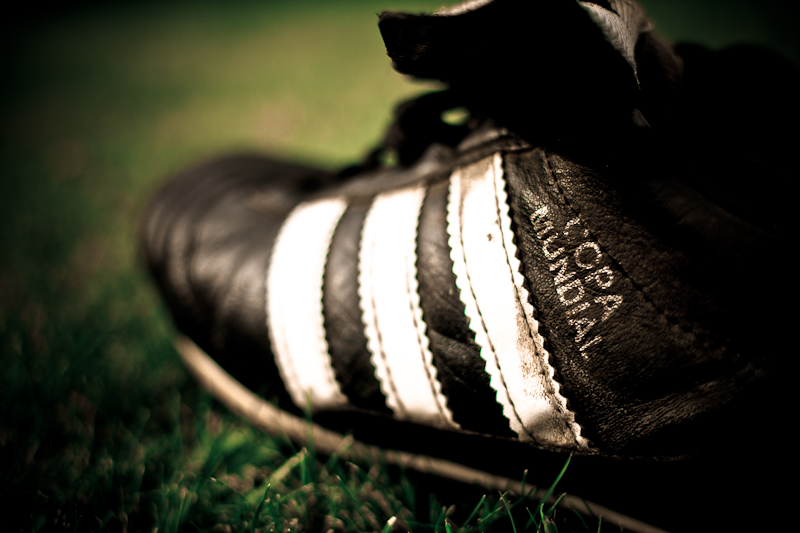
Une chaussure de football Copa Mundial (1982) d'Adidas.
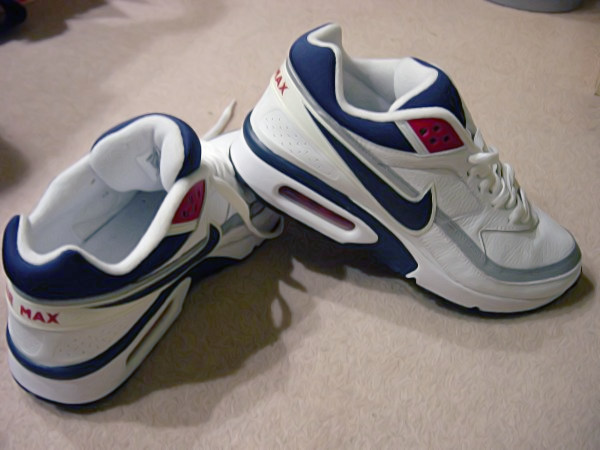
Des chaussures Nike Air Max BW (1991) pour la course à pied.